# Settefrati
Settefrati är en ort och kommun i provinsen Frosinone i regionen Lazio i Italien. Kommunen hade 729 invånare (2018).